# همند كوهان وكردر (جمع أبرود)
همند كوهان وكردر (بالفارسية: همند کوهان و کردر) هي قرية تقع في إيران في قسم جمع أبرود الريفي. يقدر عدد سكانها بـ 45 نسمة .